# 117993 Zambujal
117993 Zambujal è un asteroide della fascia principale. Scoperto nel 1973, presenta un'orbita caratterizzata da un semiasse maggiore pari a 4,0221650 UA e da un'eccentricità di 0,2703285, inclinata di 1,86085° rispetto all'eclittica.